# Universidade do Tennessee
A Universidade do Tennessee (em língua inglesa: University of Tennessee) é uma universidade americana, em Knoxville, Tennessee. Fundado em 1794, é a principal instituição do Sistema da Universidade do Tennessee.